# 韓縉
韓縉，陝西隴西人。明朝政治人物、進士。
永乐四年（1406年），其中進士三甲第二十六名，任給事中，官至郎中。其居官清廉，善文，人稱“隴西韓非子”。